# Watseka
Watseka is een plaats (city) in de Amerikaanse staat Illinois, en valt bestuurlijk gezien onder Iroquois County.

## Demografie
Bij de volkstelling in 2000 werd het aantal inwoners vastgesteld op 5670. In 2006 is het aantal inwoners door het United States Census Bureau geschat op 5543, een daling van 127 (-2,2%).

## Geografie
Volgens het United States Census Bureau beslaat de plaats een oppervlakte van 6,8 km², geheel bestaande uit land. Watseka ligt op ongeveer 196 m boven zeeniveau.

## Plaatsen in de nabije omgeving
De onderstaande figuur toont nabijgelegen plaatsen in een straal van 16 km rond Watseka.